# Oil Search
Oil Search est une entreprise pétrolière de la Papouasie-Nouvelle-Guinée. L'entreprise est contrôlé à 17,6 % par l'état papou.

## Histoire
Oil Search a été fondée en 1929. En août 2021, Santos annonce l'acquisition d'Oil Search pour 6,2 milliards de dollars américain.